# Antonio Faraò
Antonio Faraò, né le 19 janvier 1965 à Rome, est un pianiste italien de jazz post-bop.

## Biographie
Il nait en 1965 à Rome d'une mère peintre et d'un père batteur de jazz.
Il commence à jouer du vibraphone dès l'âge de 6 ans, puis il étudie le solfège et la batterie. Enfin, il s'intéresse au piano classique et suit l'enseignement de Adriano Della Giustina et de Riccardo Risaliti (it). Antonio Faraò a été formé au Conservatoire Giuseppe Verdi de Milan où il achève ses études en 1983.
Il gagne plusieurs autres récompenses internationales avant de sortir son premier album en 1999, suivi d'un second album en 2001. Il est réputé pour combiner des influences méditerranéennes et africo-américaines.

## Récompenses
- 1998 1er prix Concours de piano jazz Martial Solal (Paris)[3]

## Discographie (sélection)

### Album comme leader
- Black Inside (1999) avec Ira Coleman, Jeff Tain Watts
- Borderlines (1999) avec Jean-Jacques Avenel, Daniel Humair
- Thorn (2001) avec Jack DeJohnette, Drew Gress (en), Chris Potter
- Next Stories (2002) avec Ed Howard, Gene Jackson, Pibo Marquez
- Far Out (CAM, 2003) avec Bob Berg, Martin Gjakonovski, Dejan Terzic
- Encore, Trio Encore (2004)
- Takes on Pasolini (2005) avec Daniel Humair, Miroslav Vitouš
- Woman's Perfume (2008) avec Dominique di Piazza, André Ceccarelli
- Domi (2010) avec Darryl Hall, André Ceccarelli[4]
- Evan (2013) avec Joe Lovano, Ira Coleman, Jack DeJohnette[5],[6]
- Boundaries (2015) avec Mauro Negri, Martin Gjakonovsky, Mauro Beggio
- Eklektik (2017) avec Snoop Dog, Marcus Miller, Manu Katché, Didier Lockwood, Bireli Lagrene, Krayzie Bone

### Album comme sideman
- West Side Story André Ceccarelli Quartet (1997) avec Sylvain Beuf, Rémi Vignolo, André Ceccarelli, Richard Galliano, Dee Dee Bridgewater, Bireli Lagrene
- Secondo Tempo (2001) avec Joe Lovano, Luca Begonia, Giovanni Tommaso, Terri Lyne Carrington
- Jens Winther European Quintet (2005) avec Jens Winther, Tomas Franck, Palle Danielsson, Dejan Terzic (de)
- Nicolas Folmer meets Bob Mintzer (2010) avec Nicolas Folmer, Bob Mintzer, Benjamin Henocq, Jérôme Regard